# Antha rotunda
Antha rotunda är en fjärilsart som beskrevs av George Francis Hampson 1895. Antha rotunda ingår i släktet Antha och familjen nattflyn. Inga underarter finns listade i Catalogue of Life.